# Navette Fluviale
La Navette Fluviale est un service de transport en commun par navette fluviale assuré sur la Meuse à Liège.

## Historique
Le service est lancé en 2016 par la province de Liège, la ville de Liège et la sprl « Nautic Loisirs » avec un bateau, le Vauban, et 3 points d'embarquement (parc de la Boverie, passerelle Saucy et Grand Curtius).
En 2017, fort d'une fréquentation de 45 000 personnes en 2016, le système est renforcé avec l'arrivée d'un second bateau, l'Atlas V, et l'ajout de 3 nouveaux arrêts entre Coronmeuse et le pont de Fragnée.
En 2018, afin d'accentuer la visibilité du service, un pôle fluvial est installé sur le quai Édouard Van Beneden face à l'Aquarium-Muséum. Celui-ci est aménagé afin de servir de lieu d'embarquement aux navettes fluviales et à la flotte touristique.
La même année, le Frère-Orban, construit spécialement pour la Navette fluviale, d'une longueur de 25 m et pouvant accueillir 150 personnes, remplace l'Atlas V.

## Tracé et stations

### Tracé
Le parcours de la Navette Fluviale débute à l'arrêt Fragnée installé au quai Gloesener, un peu en aval du pont de Fragnée, sur la rive droite de la Meuse. La navette descend le fleuve et franchit passerelle La Belle Liégeoise où elle atteint son deuxième arrêt, l'arrêt Guillemins sur le quai de Rome en rive gauche en face du parc de la Boverie. Elle poursuit son parcours en passant successivement sous les ponts Albert Ier et Kennedy pour atteindre l'arrêt Pôle fluvial sur le quai Édouard van Beneden face à l'Aquarium-Muséum. La navette passe ensuite sous la passerelle Saucy pour rejoindre le quatrième arrêt Centre ville sis quai Sur-Meuse. Elle franchit ensuite les ponts des Arches et Maghin pour s'arrêter à la station Cœur historique sur le quai Godefroid Kurth en face du Grand Curtius. Enfin, elle passe sous le pont Atlas pour rejoindre l'ultime arrêt, Coronmeuse, sur le quai de Wallonie.
Entre deux arrêts, il faut compter 10 à 15 minutes. La traversée complète, de Fragnée à Coronmeuse, dure 1h.

### Stations
|   |  |  | Station          | Quai                     | Rive   | Correspondances            | Illustration |
| - |  |  | ---------------- | ------------------------ | ------ | -------------------------- | ------------ |
| o |  |  | Fragnée          | Quai Gloesener           | Droite | TEC 4252630486465377       |              |
| o |  |  | Guillemins       | Quai de Rome             | Gauche | TEC 2317138140240          |              |
| o |  |  | Pôle fluvial     | Quai Édouard van Beneden | Droite | TEC 4172629313335138140240 |              |
| o |  |  | Centre ville     | Quai Sur-Meuse           | Gauche | TEC 232629313335           |              |
| o |  |  | Coeur historique | Quai Godefroid Kurth     | Droite | TEC 45677678134            |              |
| o |  |  | Coronmeuse       | Quai de Wallonie         | Gauche | TEC 15677678134            |              |

### Aménagement des escales
Des portiques d'accueil sont installées à chaque arrêt. Ceux-ci renseignent toutes les informations pratiques (horaires, tarifs, etc.) ainsi que les points d'intérêts situés à proximité.

## Exploitation

### Desserte
Le service est assuré selon une plage horaire qui va de 10 h à 18 h du mois d'avril au mois d'octobre.
En avril et octobre, les bateaux circulent le weekends, pendant les congés scolaires et les jours fériés. En mai, juin et septembre, le service est assuré du mardi au dimanche ainsi que les jours férié. Les navettes circulent tous les jours en juillet et août.
Chaque escale est desservie à raison d'un bateau toutes les heures.

### Flotte
|                  | Vauban                       | Frère-Orban               |
| ---------------- | ---------------------------- | ------------------------- |
| Construction     | 1966 (chantier de Medemblik) | 2018                      |
| Type             |                              |                           |
| Longueur         | 23,08 m                      | 26,80 m                   |
| Largeur          | 4,40 m                       | 5 m                       |
| Propulsion       | moteur Deutz 160 ch          |                           |
| Vitesse maximale |                              |                           |
| Capacité         | 115                          | 150                       |
| Particularités   |                              | Dispose d'un toit ouvrant |
| Image            |                              |                           |

### Tarification
Le prix est de 1€ par arrêt à payer à bord, la traversée de la ville coûte 4€. Il existe un abonnement journalier à 8€ et un abonnement mensuel à 30€.

## Tourisme
La sprl « Nautic Loisirs » qui exploite la Navette Fluviale organise également des croisières sur la Meuse avec le Vauban et l'Atlas V, en dehors des heures de service de la Navette Fluviale, ainsi qu'avec Le Prince Albert et l'Astaga. En 2018, l'Atlas V, remplacé par le Frère-Orban en tant que navette, sert exclusivement aux croisières. D'autres compagnies possèdent également des navires destinés à des croisières sur la Meuse en région liégeoise.
|                  | Le Prince Albert           | Atlas V                      | Astaga           | Le Pays de Liège       | La Barquerolle                           |
| ---------------- | -------------------------- | ---------------------------- | ---------------- | ---------------------- | ---------------------------------------- |
| Construction     | 1949 (chantier d'Elmsborn) | 1957 (chantier de Stuttgart) |                  |                        |                                          |
| Type             |                            |                              |                  |                        |                                          |
| Propriétaire     | Liège Croisières           | Liège Croisières             | Liège Croisières | Le Pays de Liège       | L'Ancre Bleue                            |
| Longueur         | 26,20 m                    | 29,30 m                      |                  | 41 m                   |                                          |
| Largeur          | 5,79 m                     | 5,08 m                       |                  | 7,30 m                 |                                          |
| Propulsion       | moteur GM 180 ch           | moteur Deutz 169 kW          |                  |                        |                                          |
| Vitesse maximale |                            |                              |                  |                        |                                          |
| Capacité         | 128                        | 180                          | 12               | 208                    | 10                                       |
| Particularités   |                            |                              | Bateau VIP       | Excursions thématiques | Destiné aux personnes à mobilité réduite |
| Historique       |                            | Provient de Stuttgart        |                  |                        |                                          |
| Image            |                            |                              |                  |                        |                                          |